# Сухинин, Сергей Викторович
Сергей Викторович Сухинин — российский учёный в области гидродинамики, механики жидкости и газа, доктор физико-математических наук, профессор, лауреат Государственной премии РФ в области науки и техники (1999).

## Биография
Родился 13.01.1954 в Ханты-Мансийске.
Окончил Физико-математическую школу при Новосибирском университете (1971) и ММФ НГУ по специальности «Механика, прикладная математика» (1977).
Работает в Институте гидродинамики им. М. А. Лаврентьева СО РАН: стажер-исследователь, инженер (1978), младший научный сотрудник (1980), научный сотрудник (1986), старший научный сотрудник (1989), учёный секретарь (1992—1996), ведущий научный сотрудник (1999).
Степени и звания:
- кандидат физико-математических наук, диссертация «Качественные вопросы установившихся колебаний в открытых областях» (1983);
- доктор физико-математических наук, диссертация «Волноводные, шепчущие и резонансные свойства неограниченных областей» (2000).
- доцент по кафедре гидродинамики (1995);
- старший научный сотрудник по специальности «Дифференциальные уравнения» (1993).

С 1991 г. по совместительству работает в НГУ: доцент, профессор (2014) кафедры гидродинамики ММФ. Читал курсы: «Волны в сплошных средах», «Теория дифракции», «Акустика неоднородных сред», «Гидроупругие колебания и волны», «Волны в каналах и трубах».
В настоящее время (2018) читает курсы «Акустика неоднородных сред», «Гидроупругие колебания и волны» на ММФ.

## Труды
Автор более 100 научных работ, обладатель 15 патентов.
- Волноводные, циклические и аномальные свойства колебаний около решетки пластин / С. В. Сухинин. — Новосибирск : ИГИЛ, 1998. — 32 с. — (Препринт. Рос. акад. наук, Сиб. отд-ние, Ин-т гидродинамики им. М. А. Лаврентьева; ИГИЛ N 2-98).
- Эоловы тона пластины в канале / С. В. Сухинин, С. П. Бардаханов. — Новосибирск : ИГД, 1997. — 33 с. — (Препринт. Рос. акад. наук, Сиб. отд-ние, Ин-т гидродинамики им. М. А. Лаврентьева; N 2-97).
- Волноводные, шепчущие и резонансные свойства неограниченных областей : диссертация … доктора физико-математических наук : 01.02.05. — Новосибирск, 2000. — 210 с.

## Награды
Лауреат Государственной премии РФ в области науки и техники (1999).